# ハコヨコクビガメ属
ハコヨコクビガメ属（ハコヨコクビガメぞく、Pelusios）は、カメ目ヨコクビガメ科（アフリカヨコクビガメ科とする説もあり）に属する属。模式種はウスグロハコヨコクビガメ。

## 分布
アフリカ大陸、カーボベルデ、サントメ・プリンシペ、セーシェル、マダガスカルに自然分布。クリイロハコヨコクビガメがフランス（グアドループ）に移入。

## 形態
最大種はノコヘリハコヨコクビガメで最大甲長は46.5cm。最小種はヒメハコヨコクビガメで最大甲長12cmと本属のみならずヨコクビガメ科、曲頸亜目でも最小種。背甲はやや扁平からドーム状に盛りあがる。少なくとも現生の曲頸亜目では本属のみ胸甲板と腹甲板の継ぎ目に蝶番があり、前部の腹甲（前葉）を可動させ頭部や前肢を収納した後に蓋をすることができる。腹甲後部は骨盤と縫合しているため可動させることはできない。前葉を可動できる利点として外敵や乾燥からの頭部の防御に役立つと考えられている。左右の喉甲板の間にある甲板（間喉甲板）は腹甲の外縁にあり、また間喉甲板は肩甲板に接する。胸骨板と腹骨板の間にある骨甲板（中骨板、間腹骨板）は左右の2枚が接する。逆に胸骨板と腹骨板は接しない。
後肢の爪のある趾は5本。

## 分類
- Pelusios adansonii　アダンソンハコヨコクビガメ　Adanson's mud turtle
- Pelusios bechuanicus　オカバンゴハコヨコクビガメ　Okavango mud turtle
- Pelusios broadleyi　トゥルカナハコヨコクビガメ　Turkana mud turtle
- Pelusios carinatus　セウネハコヨコクビガメ　African keeled mud turtle
- Pelusios castaneus　クリイロハコヨコクビガメ　West African mud turtle
- Pelusios castanoides　キバラハコヨコクビガメ　Yellowbelly mud turtle
- Pelusios chapini　オオハコヨコクビガメ　Central African mud turtle
- Pelusios cupulatta　シロガオハコヨコクビガメ　Ivory Coast mud turtle
- Pelusios gabonensis　モリハコヨコクビガメ　African forest turtle
- Pelusios marani　マランハコヨコクビガメ　Maran's mud turtle
- Pelusios nanus　ヒメハコヨコクビガメ　African dwarf mud turtle
- Pelusios niger　クロハコヨコクビガメ　West African black turtle
- Pelusios rhodesianus　ヘンゲハコヨコクビガメ　Variable mud turtle
- Pelusios sinuatus　ノコヘリハコヨコクビガメ　East African serrated mud turtle
- Pelusios subniger　ウスグロハコヨコクビガメ　East African black turtle
- Pelusios upembae　ウペンバハコヨコクビガメ　Upemba mud turtle
- Pelusios williamsi　ウィリアムズハコヨコクビガメ　William's mud turtle

### 絶滅種
- Pelusios seychellensis　セーシェルハコヨコクビガメ　Seychelles mud turtle

## 生態
河川や湖、池沼などに生息する。多くの種は乾季になっても干上がらない水場に生息するが、一部の種では乾季に干上がるような水場にも生息し泥や砂の中に潜って休眠を行うこともある。
食性は動物食もしくは動物食傾向の強い雑食で、魚類、両生類、昆虫、甲殻類、貝類、水草などを食べる。
繁殖形態は卵生。少なくとも確認されている種においては、発生時の温度により雌雄が決定（温度依存性決定）する。ある温度下で発生した卵はオスになり、それより低温や高温で発生するとメスになる。

## 人間との関係
生息地では食用とされることもある。
開発による生息地の破壊、食用の狩猟などにより生息数は減少している種もいる。特にセーシェルに分布する種や亜種は絶滅の危険性が高く、セーシェルハコヨコクビガメは既に絶滅したと考えられている。現在セーシェルに分布する2種（2亜種）は飼育下で繁殖させる試みが進められている。
ペットとして飼育されることもあり、日本にも輸入されている。主に流通するのはクリイロハコヨコクビガメで、変異が大きいため別種の名前で流通することもある。他種の流通は極めて少ないか、流通していない。協調性が悪く同種他種問わずに他個体に噛みつく個体もいるため、基本的には単独で飼育する。